# Часткова функція
Часткова функція — в математиці, це функція f з множини X у множину Y, якщо невідомо, чи визначена вона для всіх елементів множини X. Якщо відомо, що визначена для всіх елементів X, то її називають «тотальною» чи «повною».
У математичному аналізі частка двох функцій, очевидно, не визначена там, де знаменник рівний нулю, тому назва «часткова» не вживається.
У теорії обчислюваності загальна рекурсивна функція — це часткова рекурсивна функція з цілих чисел у цілі числа. Не існує алгоритму визначення чи довільна функція є «повною».